# 金融城站
金融城站位于成都市高新区交子大道，是成都地铁1号线的车站，于2010年9月27日启用。其附近建筑群原是名为新益州城市广场的行政中心，因此在建设过程中本站的工程名为“新益州”，在启用前，曾定名为“行政中心”。后来该建筑群改称金融城，本站因此改为现名。

## 车站结构
金融城站是一个侧式站台车站。呈南北走向，全长143.2米，宽47.8米，最深处位于地下14米，设计使用年限为100年，设计客流量为每小时9845人/次。

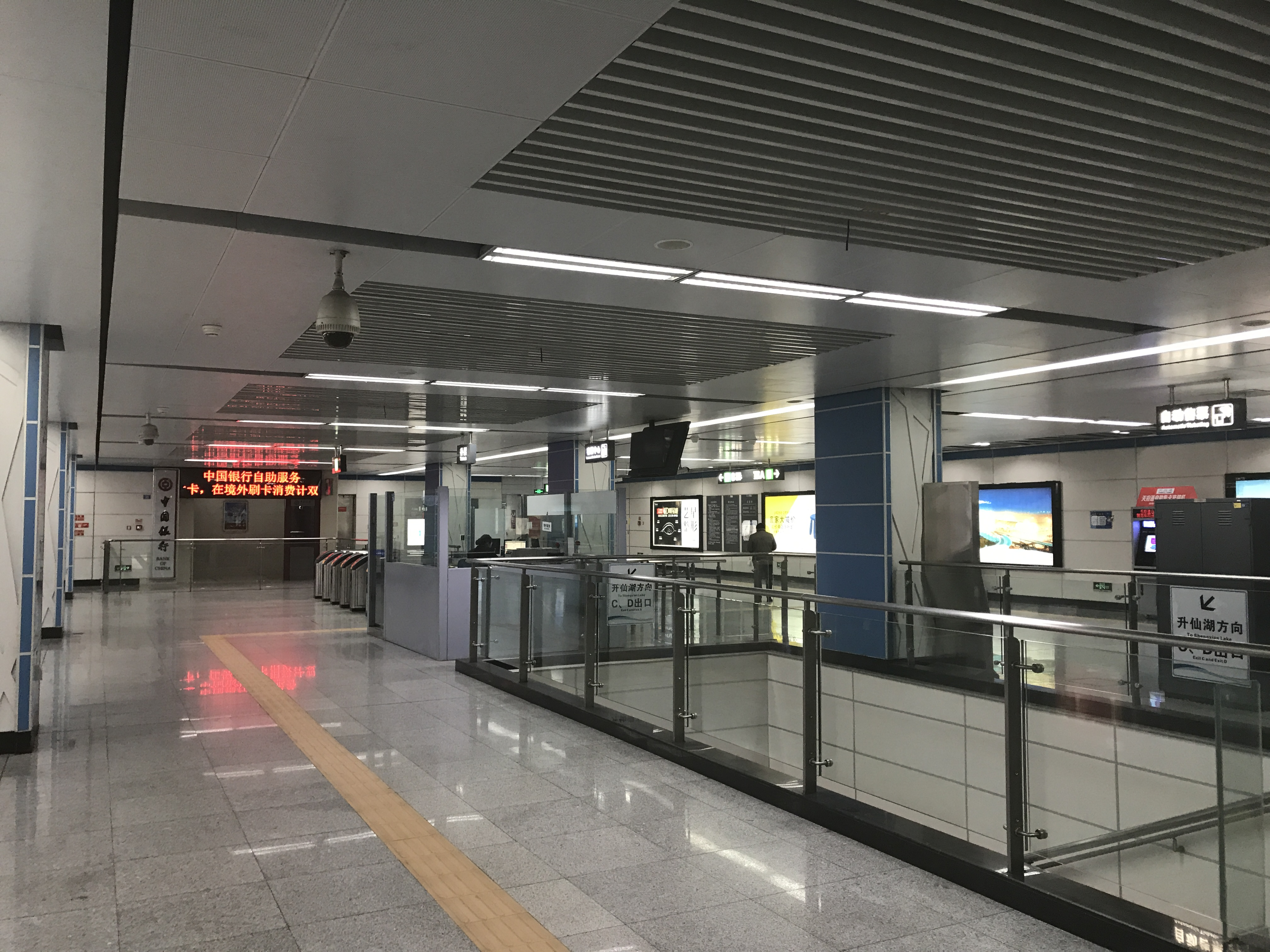
地下一层站厅侧
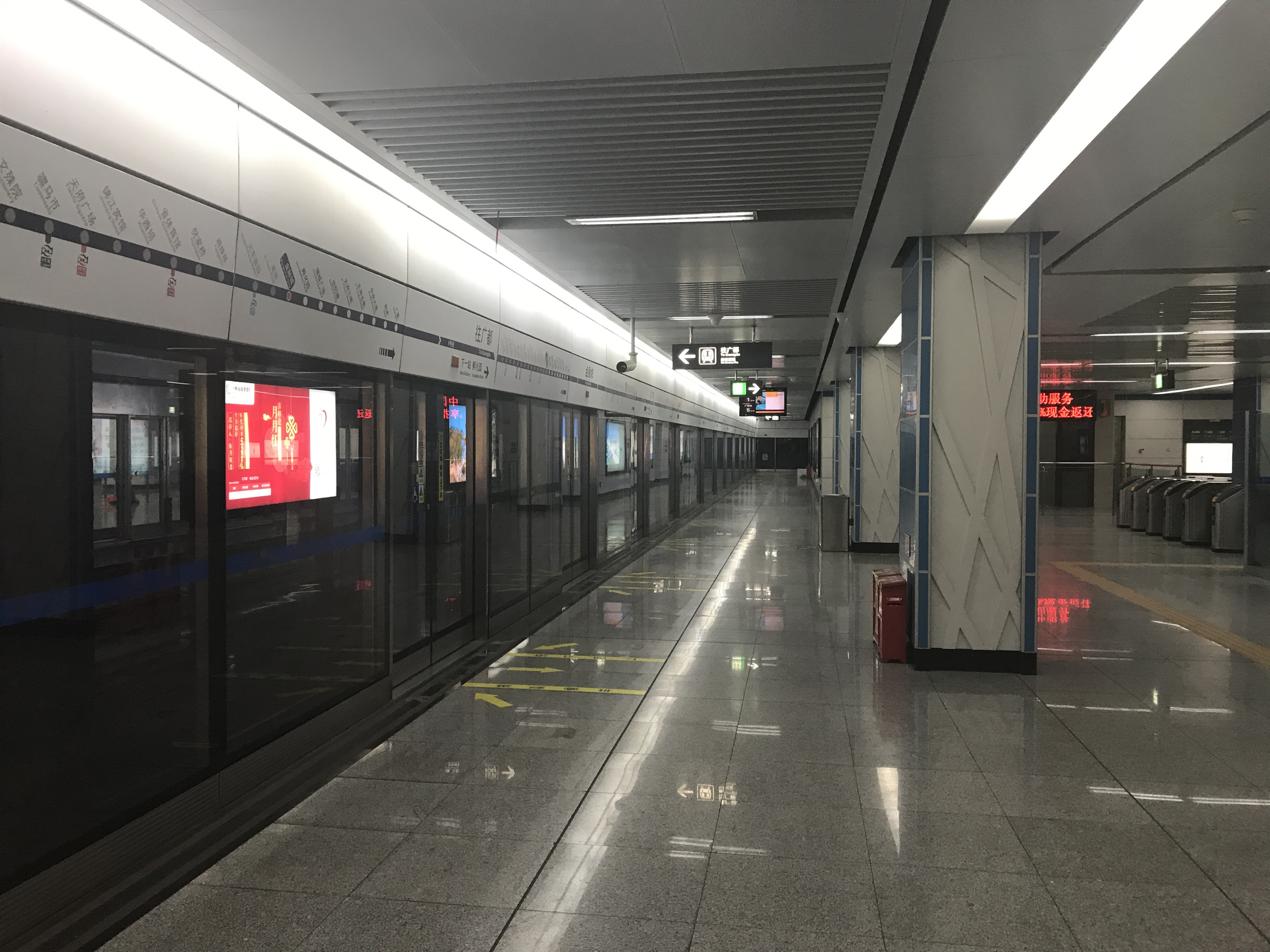
地下一层站台侧
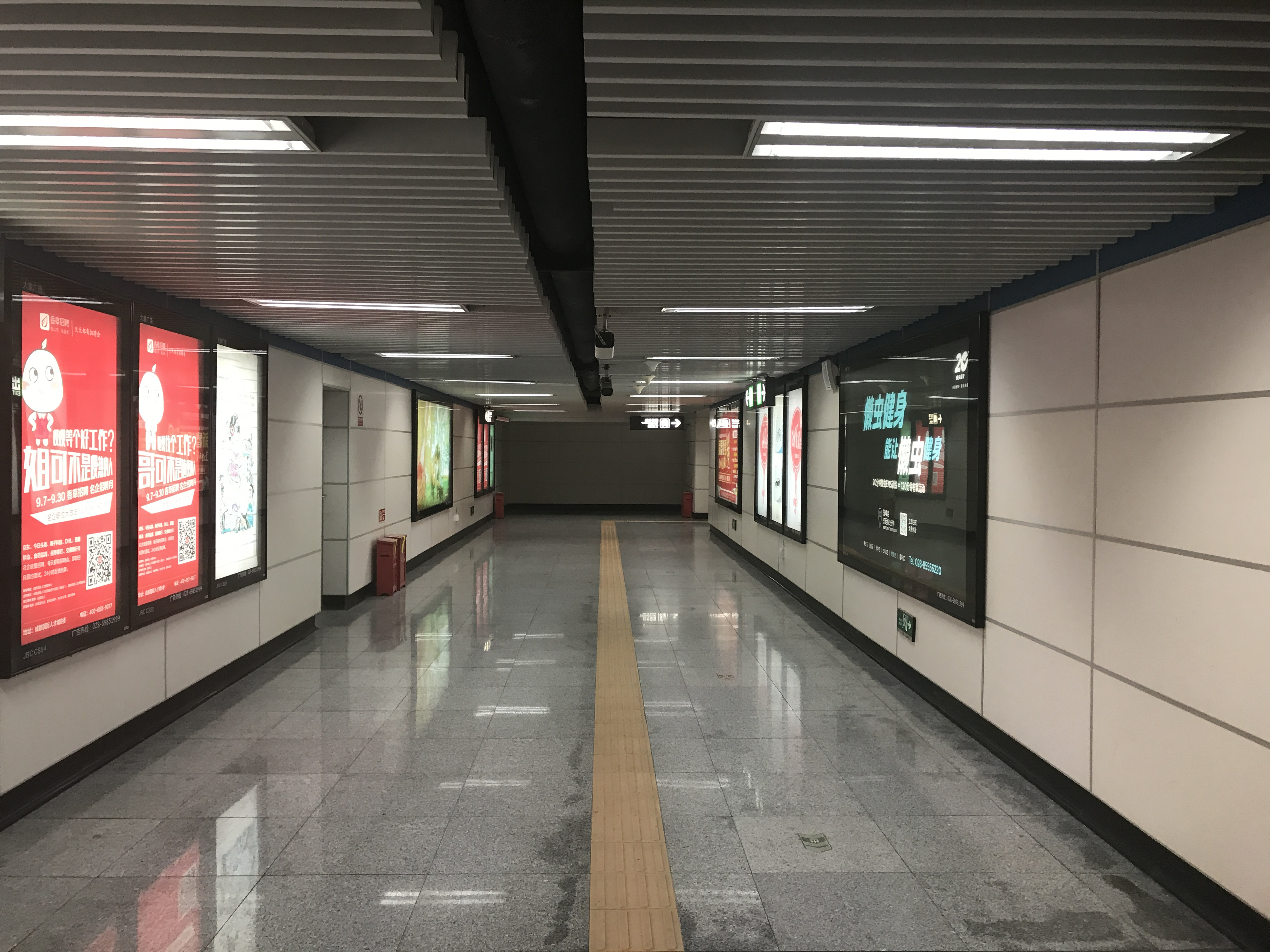
地下二层站台连接通道

| 地面                             | 0      | 出口A–D |
| 地下一层                         | 东站厅 | 往C·D出口 自助购票 客服中心 |
| 地下一层                         | 站台   | \| 側式 · 開右邊车门 · 无障碍卫生间 \| \| \| \| \| \| 1号线往韦家碾（高新） \| \| \| \| 1号线往科学城或五根松（孵化园） \| \| 側式 · 開右邊车门 \| \| \| |
| 地下一层                         | 西站厅 | 往A·B出口 自助购票 客服中心 |
| 地下二层                         | 0      | 付费区换向通道 |
| 側式 · 開右邊车门 · 无障碍卫生间 |        | |
|                                  |        | 1号线往韦家碾（高新） |
|                                  |        | 1号线往科学城或五根松（孵化园） |
| 側式 · 開右邊车门                |        | |

- 地下一层站厅侧
- 地下一层站台侧
- 地下二层站台连接通道

## 出入口
本站目前开放4个出入口，C出口附近设有与中国华商金融中心的连通口。
|          |            |                              |      |
| 编号     | 设施       | 指示                         | 照片 |
|          | 无障碍电梯 | 交子北一路、交子大道         |      |
| 出口 · B |            | 交子南一路、交子大道         |      |
| 出口 · C |            | 交子南一路、天府国际金融中心 |      |
| 出口 · D | 轮椅升降台 | 交子北一路、天府国际金融中心 |      |

## 公交换乘
162路、184路、机场专线4号线等

## 历史
- 2005年8月29日，启动建设[8]。
- 2006年3月19日，主体封顶[8]。
- 2006年8月18日，竣工[8]。
- 2010年9月27日，正式启用[1]。